# Cosi (film)
Così is een Australische film van Mark Joffe uit 1996, naar het gelijknamige toneelstuk. Het scenario was van de oorspronkelijke toneelschrijver Louis Nowra. De hoofdrollen werden gespeeld door Ben Mendelsohn, Barry Otto en Toni Collette. Scenarist Nowra had zelf ook een klein rolletje in de film.

## Rolvderling
| Acteur           | Personage   |
| ---------------- | ----------- |
| Ben Mendelsohn   | Lewis Riley |
| Barry Otto       | Roy         |
| Toni Collette    | Julie       |
| Rachel Griffiths | Lucy        |
| Aden Young       | Nick        |
| Colin Friels     | Errol       |
| Jacki Weaver     | Cherry      |
| Pamela Rabe      | Ruth        |
| Paul Chubb       | Henry       |
| Colin Hay        | Zac         |
| David Wenham     | Doug        |
| Paul Mercurio    |             |
| Anita Hegh       |             |